# Half Japanese
Half Japanese — независимая lo-fi-рок-группа, образованная братьями Джедом и Дэвидом Фэйр в городе Юнионтаун, Мэриленд в 1975 году. Музыканты были самоучками, начинали играть по очереди на барабанной установке и гитаре (часто расстроенной). Звучание группы сочетает в себе элементы наивного дилетантизма и экспериментального авангарда. Тексты их песен посвящены либо монстрам из фильмов ужасов, либо любви.

## История группы
До начала 1980-х братья играли вдвоём, затем по очереди с коллективом работало более десятка музыкантов (Дон Флеминг, Джей Шпигель, Джейсон Уиллетт и многие другие). Джед Фэйр — единственный музыкант, постоянно работающий в группе с начала её создания. Его брат Дэвид с начала 1980-х посвятил себя семье, лишь периодически появляясь в коллективе.
К концу 1980-х годов сформировался новый состав группы, включая гитариста и мультиинструменталиста Джона Слаггета, мультиинструменталиста Джейсона Уиллета и ударника Джиллиса Рейдера. В этом составе группа стала сотрудничать с Морин Такер (из Velvet Underground), Фредом Фритом, Джоном Зорном и многими другими.
В числе почитателей коллектива был, в частности, Курт Кобейн. По утверждениям, в день смерти на нём была футболка «Half Japanese».
В 1993 году о группе снят документальный фильм Half Japanese: The Band That Would Be King.

## Дискография
- Half Alive (1977)
- Calling All Girls 7" (1977)
- Mono/No No 7" (1978)
- Half Gentlemen/Not Beasts (1980)
- Loud (1981)
- Spy/I know how it Feels…Bad/My Knowledge Was Wrong 7" (1981)
- Horrible (1982)
- 50 Skidillion Watts Live (1984)
- Our Solar System (1985)
- Sing No Evil (1985)
- Music To Strip By (1987) — (1993) (переиздан с бонус-треком)
- U.S. Teens Are Spoiled Bums 7" (1988)
- Charmed Life (1988)
- Real Cool Time/What Can I Do/Monopoly EP (1989)
- the Band That Would Be King (1989)
- We Are They Who Ache with Amorous Love (1990)
- T For Texas/Go Go Go Go 7" (1990)
- Everybody Knows, Twang 1 EP (1991)
- 4 Four Kids EP (1991)
- Eye of the Hurricane/Said and Done/U.S. Teens are Spoiled Bums/Daytona Beach EP (1991)
- Fire In the Sky (1993)
- Postcard EP (1991)
- Best Of Half Japanese (1993)
- Boo: Live in Europe 1 (1994)
- Hot (1995)
- Greatest Hits (1995)
- Best Of Half Japanese Vol. 2 (1995)
- Bone Head (1997)
- Heaven Sent (1997)
- Hello (2001)